# مارك كامبل (لاعب كرة قدم أمريكية)
مارك كامبل (بالإنجليزية: Mark Campbell)‏ هو لاعب كرة قدم أمريكية أمريكي، ولد في 12 سبتمبر 1972 في جامايكا.

## وصلات خارجية
- مارك كامبل على موقع مرجع كرة القدم المحترفة.كوم (الإنجليزية)
- مارك كامبل على موقع JustSportsStats.com (الإنجليزية)